# Majthényi István
Báró Majthényi István (Nagyszombat, 1788. augusztus 21. – Pécs, 1868. december 18.) császári majd honvéd tiszt, vezérőrnagy, rövid ideig a komáromi vár parancsnoka.

## Élete
Majthényi István Nagyszombat városában született 1788-ban. Apja, Majthényi János báró, földbirtokos. 1806–1828 között az 5. huszárezredben, majd a 9. Miklós huszárezredben szolgált. Őrnagyi címmel, mint százados vonult nyugállományba.
1848. április 20-tól az Országos Nemzetőri Haditanács előadója volt. Június 1-jétől ugyan ezen a helyen kinevezték a  Lovassági osztály főnökévé. Július 15-től már nemzetőr alezredes. Szeptemberben a miniszterelnök, gróf Batthyány Lajos utasítására 260 Esztergom megyei önkéntes nemzetőrrel Komáromba vonult. Szeptember 15. és szeptember 16. között megakadályozta, hogy a vár császárhű parancsnoka, Friedrich Wilhelm Mertz császári katonákat csempésszen be a várba. Szeptember 29-én az osztrák várparancsnok elment, ideiglenesen Török Ignác lett a várparancsnok. Szeptember-október fordulóján Török Igná]ot felváltva a tisztséget Majthényi báró töltötte be. Josip Jelačić horvát bán levelét, mely a csapatai bebocsátását kérte a várba, elutasította és a levelet bontatlanul az Országos Honvédelmi Bizottmányhoz küldte. Október 16-án megkapta a tábornoki (vezérőrnagyi) kinevezését. December 20-án császári csapatok jelentek meg a vár alatt, Majthényi a következő év január 9-éjén bejelentette lemondását a várparancsnoki posztról. Ekkor a várparancsnok tisztségét ismételten Török Ignác vette át. Majthényi lemondása ellenére a várban maradt és látván az őrség rendületlen kitartását az ostromlókkal szemben tábornoki ruhát öltött és február 5-én megjelent az egyik honvéd zászlóalj zászlószentelő szertartásán. A magatartásán feldühödött tisztek csoportja letartóztatta és a vár védelmi tanácsa kiutasította a várból.
A szabadságharc kudarca után a császári hadbíróság őt is elítélte, megfosztották rangjától és hat havi börtönbüntetésre ítélték, de ez utóbbitól végül megkímélték. Később rehabilitálták. Családjával 1851-ben kiutazott az Amerikai Egyesült Államokba. Fia, Majthényi Tivadar kapitány az unionista hadseregben az amerikai polgárháború idején, részt vett Zágonyi Károly alatt a híressé vált Zágonyi halállovaglásában. A polgárháború végeztével is tovább szolgált az Amerikai hadseregben. Apjával együtt visszatért szülőhazájába 1867-ben. Tivadar később újra kiment Amerikába.
Pécsett hunyt el, 1868. december 18-án.